# Limes saxoniae
El limes saxoniae, llatí per a «la frontera de Saxònia» hauria sigut des de l'any 809 la frontera entre el regne franc i les terres dels obotrites. Segons recerques històriques modernes, el limes saxoniae com a institució carolíngia mai no hauria existit. Es tractaria d'una falsificació de l'arquebisbe Adalbert de Bremen (1000-1072) i el seu cronista Adam. Hauria servit sobretot objectius polítics i territorials: augmentar el territori i el delme del bisbat Hamburg-Bremen en detriment del bisbat de Ratzeburg.

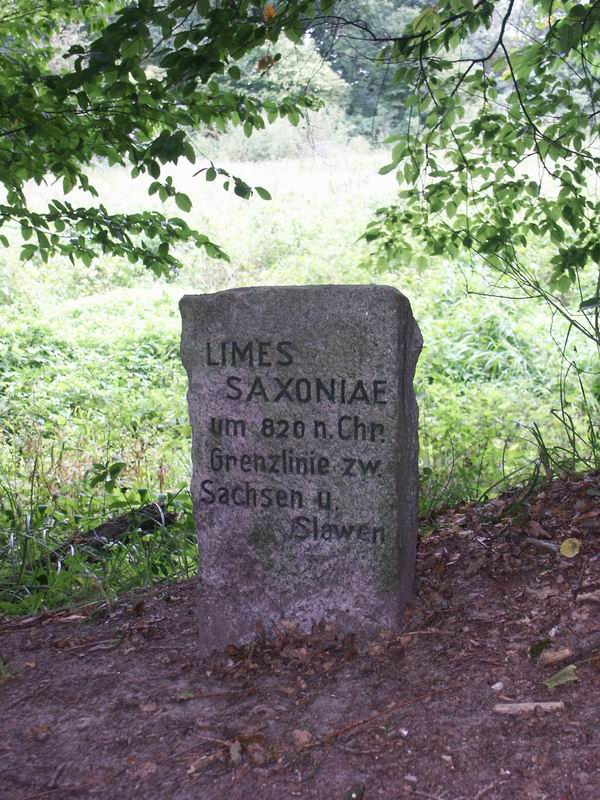
Pedra commemorativa moderna a Hornbek

Segons la tradició, Carlemany hauria pactat amb els obodrites durant el seu darrere viatge al nord d'Alemanya el 809, quan també es va fixar el riu Eider com a frontera septentrional del regne, quan Carlemany va annexionar les terres que amb el tractat del 804 encara hauria deixat als obodrites. No era una frontera ben fixada ni defensa, sinó una línia teòrica en una zona poc practicable de maresme, aiguamolls i boscs impenetrables. No s'han trobat traces de landwehrs o altres defenses doncs si hagués existit, el limes mai no hauria servit de protecció. La seva ineficàcia –o inexistència– va provar-se entre d'altres els anys 1066 i el 1072 quan els obrodites van saquejar l'Hammaburg, aleshores un petit burg a la confluència de l'Alster i Elba que més tard va esdevenir la ciutat d'Hamburg. La delineació força vaga que en dona –o inventa– Adam de Bremen als Gesta Hammaburgensis Ecclesiae Pontificum no té res a veure amb els limites romani fortificats amb les seves típiques torres de vigilància i castra, dels quals sí que queden traces arqueològiques en altres llocs.
Segons Adam de Bremen, el limes començaria a la riba dreta de l'Elba a la confluència amb el riu Mescenreiza (el Boize?), després creua el bosc de Delvenau i segueix el riu del mateix nom, fins al Hornbek i la font del Bille, continua cap a Liudwinestein, Weisebirk i el riu Barnitz, els aiguamolls del Beste fins al bosc del Trave i la vall del Blunk. Enllà segueix el bosc Agrmeshou i el riu Agrimeswidl, continua amunt fins al llac Colse (Stocksee), els camps del Schwentine fins al llac dels escites (Kieler Förde) i el mar bàltic. Les moltes ambigüitats d'Adam i l'absència de vestigis arqueològics no permeten delinear-ne amb seguretat el traçat.